# Acrochordonichthys mahakamensis
Acrochordonichthys mahakamensis är en fiskart som beskrevs av Ng 2001. Acrochordonichthys mahakamensis ingår i släktet Acrochordonichthys och familjen Akysidae. Inga underarter finns listade i Catalogue of Life.